# Joseph Ruben
Joseph Ruben (Briarcliff Manor, 10 maggio 1950) è un regista statunitense, specializzato in film thriller.

## Carriera
Inizia la sua carriera a partire dal 1974 con la regia del film The Sister in Law, dalla metà degli anni '70 fino al 1998 dirige ben dodici titoli distribuiti nelle sale cinematografiche italiane, ma successivamente dirada i suoi progetti, ritornando alla regia dopo un'assenza di 6 anni nel 2004 con il thriller The Forgotten con Julianne Moore, e portando a termine solamente due progetti tra il 2004 e il 2017, quando esce Il tenente ottomano. Il suo unico film a superare la soglia dei 100000000 $ di incasso, che negli Stati Uniti rappresenta la soglia dell'eccellenza, fu A letto con il nemico (1991), a cui partecipò anche l'attrice Julia Roberts.

## Filmografia
- The Sister in Law (1974)
- Peccati, jeans e... (1976)
- La ragazza dell'altro (1977)
- Tempo di vittorie (1978)
- Gorp (1980)
- Breaking Away episodio The Cutters (1980) - serie TV
- Dreamscape - Fuga nell'incubo (1984)
- Stepfather - Il patrigno (1987)
- Verdetto finale (1989)
- A letto con il nemico (Sleeping with the Enemy) (1991)
- L'innocenza del diavolo (1993)
- Money Train (1995)
- Il tempo di decidere (1998)
- The Forgotten (2004)
- Sola nel buio (Penthouse North) (2013)
- Il tenente ottomano (The Ottoman Lieutenant) (2017)